# Sulevi
Sulevi (estnisch Sulevi; abchasisch Пшоухәа Pšouxea) ist ein Dorf in Abchasien in Georgien.
Das Dorf wurde im 19. Jahrhundert von Esten gegründet. 2011 lebten dort zusammen mit dem Dorf Salme 127 Esten.

## Galerie

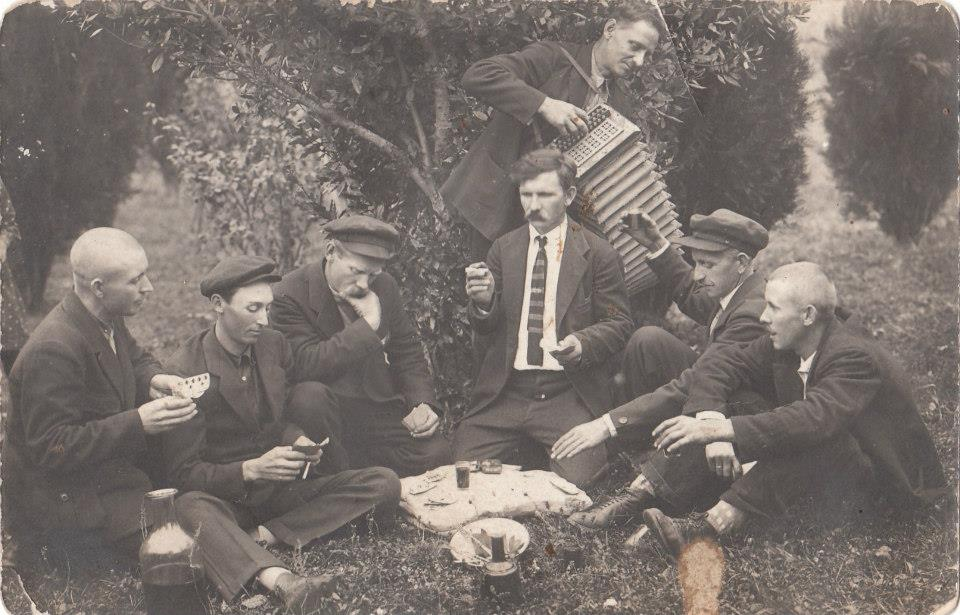
Familienfeier in Sulevi um 1920

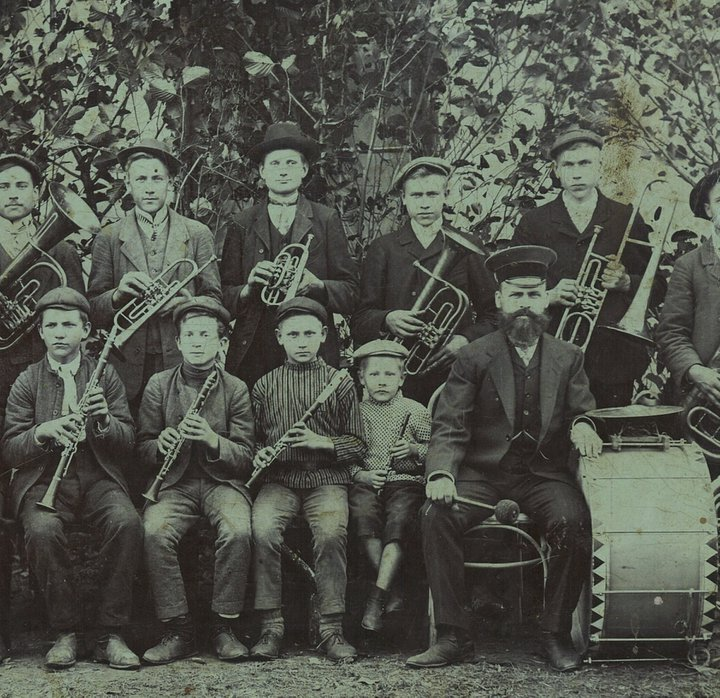
Die Blaskapelle des Dorfes

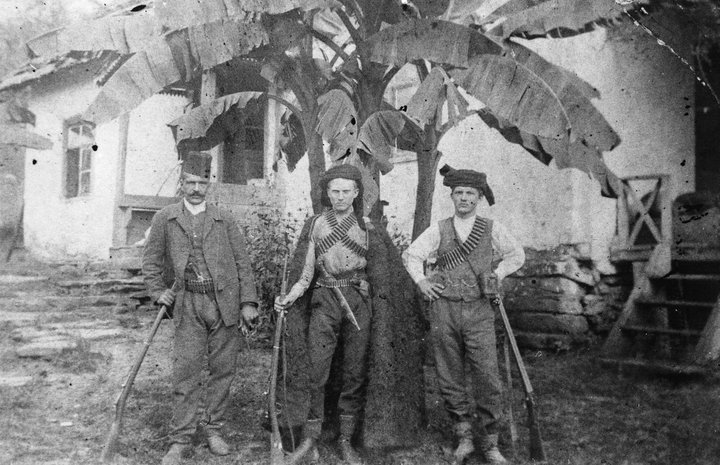
Jäger aus dem Dorf